# جون دافيسون (مغني)
جون دافيسون (بالإنجليزية: Jon Davison)‏ هو عازف قيثارة ومغني وكاتب أغاني أمريكي، ولد في 16 يناير 1971 في لاغونا بيتش في الولايات المتحدة.

## وصلات خارجية
- جون دافيسون على موقع ميوزك برينز (الإنجليزية)
- جون دافيسون على موقع ديسكوغز (الإنجليزية)